# Florida Heartland

Localisation de la Florida Heartland.

Le Florida Heartland («Pays au Cœur de la Floride») est une région de la Floride aux États-Unis localisée au nord et à l’ouest du lac Okeechobee.

## Description
La région s’étend sur les comtés de DeSoto, Glades, de Hardee, de Hendry, de Highlands, et d’Okeechobee. Lors du recensement américain de 2000, la population était de 229509 habitants. La plus grande ville de la région se nomme Sebring.
La région est essentiellement tournée vers l’agriculture. On y trouve des cultures de tomates, de cannes à sucre, de concombres et des agrumes dont l’orange. On y élève également du bétail bovin. La région est également active dans l’exploitation minière du phosphate et en particulier le long de la Peace River. Le phosphate est ensuite utilisé pour fabriquer de l’engrais. Le tourisme est important pour l’économie de la région bien que celui-ci soit bien moins développé que dans le reste de l’état. La région ne possède en effet pas de plages pour attirer de nombreux touristes. La zone accueille toutefois le circuit automobile Sebring International Raceway qui attire de nombreux visiteurs.